# Alfredo Antoniozzi
Alfredo Antoniozzi (Cosenza, 18 marzo 1956) è un politico italiano, dal 13 ottobre 2022 deputato alla Camera per Fratelli d'Italia, dopo essere stato europarlamentare dal 20 luglio 2004 al 1º luglio 2014 per Forza Italia e Il Popolo della Libertà.

## Biografia
Figlio di Dario Antoniozzi, più volte deputato e ministro democristiano, ha conseguito la Maturità classica presso l'Istituto San Leone Magno e si è poi laureato in giurisprudenza presso l'Università degli Studi di Roma "La Sapienza", esercitando la professione di avvocato nel foro di Roma. Nel 2015 è stato nominato dal Consiglio dei ministri membro del Consiglio di amministrazione di Enel.
È sposato e ha due figli.

## Attività politica
Inizia la propria attività politica con la Democrazia Cristiana (DC), con cui viene eletto consigliere comunale di Roma nel 1981 ed è confermato nel 1985, venendo nominato assessore alle Scuole nella giunta di Pentapartito presieduta da Nicola Signorello.
Alle elezioni regionali nel Lazio del 1990 si candida nelle liste della DC, venendo eletto con 56.664 preferenze nella circoscrizione di Roma al consiglio regionale del Lazio, entrando successivamente a far parte della giunta regionale del Lazio presieduta da Rodolfo Gigli prima e Giorgio Pasetto poi come assessore ai trasporti.
Con la dissoluzione della DC e la discesa in campo nella politica di Silvio Berlusconi, Antoniozzi aderisce a Forza Italia, nelle cui liste, con 6.835 preferenze, è riconfermato alle regionali del 1995; ripete il risultato nel 2000 con 11.084 consensi personali: in entrambi i casi è segretario del Consiglio regionale. Tra le due consultazioni si candida alle elezioni europee del 1999 nella circoscrizione Italia centrale: con 21.452 preferenze è il secondo dei non eletti nella lista di Forza Italia.
Alle elezioni politiche del 2001 si candida alla Camera dei deputati nel collegio elettorale di Roma - Val Melaina, sostenuto dalla Casa delle Libertà: ottiene il 44,06% dei voti e viene sconfitto dalla rappresentante dell'Ulivo Carla Rocchi (49,48%).
Viene eletto una prima volta al Parlamento europeo nel 2004 nella lista di Forza Italia nella circoscrizione Italia centrale, ricevendo 61.533 preferenze. È stato iscritto al gruppo del Partito Popolare Europeo.
Nel dicembre 2005 viene proposto da Forza Italia come candidato sindaco di Roma, quando già gli altri partiti della coalizione – AN e UDC – avevano schierato in campo i loro rispettivi candidati, Gianni Alemanno e Mario Baccini. La sua candidatura, di comune accordo, viene ritirata in occasione della convergenza unitaria della coalizione sulla figura di Alemanno, che poi venne sconfitto nel 2006 da Walter Veltroni.
Antoniozzi è stato coordinatore provinciale di Forza Italia di Roma fino allo scioglimento del partito, sancito con il congresso nazionale del Popolo della Libertà il 27 e 28 marzo 2008.
Nel 2008 viene presentato dal neonato PdL come candidato presidente della provincia di Roma; per promuovere la propria candidatura sottoscrive con Gianni Alemanno (di nuovo candidato a sindaco di Roma, poi eletto) e gli altri leader del Popolo della Libertà un Patto con Roma. Al primo turno Antoniozzi ottiene il 37,12% dei consensi, approdando al ballottaggio in programma per il 27 e 28 aprile, nel quale, con circa 950.000 voti, arrivando ad oltre il 48,5% dei voti, viene sconfitto di poco dal candidato del centro-sinistra Nicola Zingaretti, che prese circa un milione di voti (51,46%).
Alle elezioni europee del 2009 è rieletto parlamentare nella medesima circoscrizione con 111.092 preferenze. Nella classifica riportata dal sito del Parlamento Europeo www.mepranking.eu, al 26 aprile 2011, tra i 735 membri risulta essere classificato al 150º posto per numero di attività svolte (interrogazioni, interventi in aula) mentre tra i 72 europarlamentari italiani risulta ricoprire il 12º posto per numero di interventi in aula e il 18º posto per numero di interrogazioni. Ha difeso il rispetto e la conservazione della lingua italiana presso le istituzioni europee, con numerosi interventi.
È stato assessore al Patrimonio, alla Casa e ai Progetti speciali del Comune di Roma nella giunta di centrodestra presieduta da Gianni Alemanno fino al 20 febbraio 2012, giorno in cui rassegna le dimissioni per favorire l'ingresso di un assessore di sesso femminile, necessario al rispetto della normativa delle quote rosa. È stato assolto con formula piena e risarcimento delle spese legali nel contenzioso con la corte dei conti sulla gestione dell'assessorato alla casa e al patrimonio •
Nel 2018 aderisce a Fratelli d'Italia, nelle cui liste si presenta alle europee del 2019, ma con 19.796 voti ottenuti nella circoscrizione Italia centrale si piazza in quarta posizione, non risultando eletto.
Alle elezioni politiche anticipate del 2022 viene candidato alla Camera dei deputati in seconda posizione nelle liste di FdI nel collegio plurinominale Calabria - 01, risultando eletto.

## Fatti di cronaca
Il 22 maggio 2024 il figlio Tancredi è apparso su quotidiani locali e nazionali, per violenza e minacce a carabinieri che l'avevano fermato per guida pericolosa ed eccesso di velocità nel centro di Roma. Per l'episodio in questione Tancredi Antoniozzi avrebbe patteggiato una pena, sospesa, di otto mesi di reclusione in relazione all'accusa di resistenza, oltraggio e lesioni a pubblico ufficiale, nonché guida in stato di ebbrezza. Secondo La Repubblica, il figlio del parlamentare avrebbe detto: «Domani vi troverete senza lavoro, vi faccio licenziare, non sapete chi sono io e a chi sono figlio, sono il figlio di Antoniozzi, il parlamentare, vi faccio fare una brutta fine, conosco il Questore di Roma». Il 25 settembre 2024 Tancredi è stato rinviato a giudizio con l'accusa di lesioni aggravate a causa di una aggressione a danni di minorenni compiuta a Cortina D'Ampezzo nel 2022.  La stampa nazionale ha riportato che l'8 aprile 2025 il figlio del parlamentare è stato arrestato con l'accusa di aver commesso alcune rapine in concorso con altri soggetti.